# Zdzisław Pawlak
Zdzisław Pawlak (polonès: Zdzisław Ignacy Pawlak)  (Łódź, 10 de novembre de 1926 - Varsòvia, 7 d'abril de 2006) va ser un matemàtic polonès.

## Vida i obra
Quan acabava els estudis primaris, Polònia va ser envaïda per l'exèrcit alemany, la seva vila annexionada al Tercer Reich amb el nom de Litzmannstadt i ell va ser obligat a treballar en una factoria de Siemens AG. Tot i així, el 1946 va poder superar l'examen de secundària i el 1947 va ingressar a la universitat tècnica de Łódź, de la qual es va transferir el 1949 a la universitat tècnica de Varsòvia, en la qual es va graduar el 1951 en enginyeria de telecomunicacions. A continuació va iniciar treballs de recerca a l'Acadèmia Polonesa de Ciències, en la qual va obtenir el doctorat el 1958 amb una tesi sobre les aplicacions de la teoria de grafs.
Els dos anys següents (1957-1959) va tornar a la universitat tècnica de Varsòvia, on va participar en la construcció dels primer ordinadors polonesos i, a partir de 1959, va combinar la seva feina a l'Acadèmia amb la docència a la Universitat.
Durant els primer temps de la seva carrera científica, Pawlak es va concentrar en aspectes de la lògica computacional i la teoria d'autòmats, però a partir dels anys 1970's es va anar inclinant cap els sistemes de recuperació d'informació. A partir dels anys 1980's el seu interés es va concentrar en desenvolupar una nova idea seva: el conjunt aproximatiu, un tipus de conjunt matemàtic que està emparentat amb els conjunts borrosos i la lògica difusa. Per aquests treballs se'l considera el pioner de l'intel·ligència artificial a Polònia.